# Страх
Страх је примарна емоција која настаје услед опажања или очекивања стварне или замишљене опасности, или озбиљне претње. То је урођена, генетички програмирана реакција на претећи или болан стимулус. На физиолошком плану, испољава се у убрзаном раду срца, порасту тонуса мишића, повишеном крвном притиску, повећаном лучењу адреналина, убрзаном дисању, сушењу уста итд. На плану понашања, манифестује се карактеристичним држањем тела које је биолошки сврсисходна сигнална реакција на опасност. Осим реалног, постоји и неуротични страх, као што је: страх од испита, страх од кастрације, комадања и сл. Страх је један од најефикаснијих и наравно најнехуманијих начина управљања људима и другим живим бићима. Страх је осећај деперсонализације и урушавања сопствене личности. Припада делатељном делу човековог духа.
Страх је најизучаванија емоционална категорија у неуронаукама и неуробиологији понашања. Постоји велики број анималних модела  на којима се добијају информације о агресивном и одбрамбеном понашању. Страх има важну адаптивну улогу у мотивацији избегавања претећих ситуација. Хронични страх је узрок стреса.
Страх је уско повезан са емоционалном анксиозношћу, која се јавља као резултат претњи за које се сматра да су неконтролисане или неизбежне. Респонс страха служи преживљавању изазивајући одговарајуће одговоре у понашању, тако да је сачуван током еволуције. Социолошка и организациона истраживања такође указују на то да страхови појединаца не зависе само од њихове природе, већ су обликовани и њиховим друштвеним односима и културом, који воде њихово разумевање у смислу када и колико страха да осете.
Страх се понекад сматра да је супротност храбрости; међутим, ово је нетачно. Будући да је храброст спремност да се особа суочи са недаћама, страх је пример стања које чини вежбање храбрости могућим.

## Физиолошки знаци
Многе физиолошке промене у телу повезане су са страхом, што се манифестује као респонс борба или бег. Урођени одговор за суочавање с опасношћу, делује тако што увећава брзину дисања (хипервентилацију), број откуцаја срца, вазоконстрикција периферних крвних жила доводи до згушњавања крви, повећава се напетост мишића укључујући мишиће везане за сваки фоликул длаке који се скупљају и узрокују „најежење коже”, или клинички, пилоерекцију (због које хладна особа постаје топлија или уплашена животиња изгледа импресивније), знојење, повећану концентрацију глукозе у крви (хипергликемија), повећани серумски калцијум, повећање белих крвних зрнаца званих неутрофилни леукоцити, будност која доводи до поремећаја сна и „лептире у стомаку” (диспепсија). Овај примитивни механизам може помоћи организму да преживи бежећи или борећи се против опасности. Низом физиолошких промена свест остварује осећање страха.

## Узроци
Греj је предложио утицајну категоризацију подражаја који изазивају страх; наиме, интензитет, новину, посебне еволуционе опасности, стимулусе који настају током друштвене интеракције и условљене стимулусе. Арчер је предложио још једну категоризацију, која је поред условљених подражаја страха, категорисала стимулансе који изазивају страх (као изазивање агресије) у три групе; наиме, бол, новост и фрустрација, иако је такође описао „помаљање“, које се односи на објекат који се брзо креће према визуелним сензорима субјекта, и може се категорисати као „интензитет“. Расел је описао функционалнију категоризацију стимулуса који изазивају страх, у којој је, на пример, новина променљива која утиче на више од једне категорије: 1) Предаторски стимулуси (укључујући кретање, изненадност, близину, али и научени и урођени предаторски стимулуси); 2) Физичке опасности животне средине (укључујући интензитет и висине); 3) стимулуси повезани са повећаним ризиком од предације и других опасности (укључујући новину, отвореност, осветљеност и самоћу); 4) Подстицаји који проистичу из специфичности (укључујући новине, кретање и просторно понашање); 5) За дату врсту предвидљиви стимуланси страха и искуства (посебне еволуционе опасности); и 6) Стимулуси страха који нису предвидљиви за врсте (условни стимулуси страха).

### Урођени страх
Иако се многи страхови уче, способност страха део је људске природе. Многе студије су откриле да су одређени страхови (нпр. животиње, висине) много чешћи од других (нпр. цвеће, облаци). Ове страхове је такође лакше изазвати у лабораторији. Ова појава је позната као спремност. Будући да је за ране људе који су се брзо плашили опасних ситуација постојала већа вероватноћа да ће преживети и размножавати се, теоретисано је да је спремност генетски ефекат који је резултат природне селекције.
Из перспективе еволуционе психологије, различити страхови могу бити различите адаптације које су биле корисне у нашој еволуционој прошлости. Оне су се могле развити током различитих временских периода. Неки страхови, попут страха од висине, могу бити заједнички за све сисаре и вероватно су развијени у периоду мезозоика. Други страхови, као што је страх од змија, могу бити заједнички свим симијанима и развили су се у временском периоду кенозоика. Други, попут страха од мишева и инсеката, могу бити јединствени за људе и развити се у палеолитским и неолитским периодима (када мишеви и инсекти постају важни преносиоци заразних болести и штетни су за усеве и ускладиштену храну).

### Научени страх
Животиње и људи иновирају специфичне страхове као резултат учења. Ово је у психологији проучавано као [fear conditioning[|условљавање страха]], почевши од експеримента са малим Албертом Џона Б. Вотсона 1920. године, који је инспирисан посматрањем детета са ирационалним страхом од паса. У овој студији, 11-месечни дечак био је условљен да се плаши белог пацова у лабораторији. Страх је постао уопштен и укључивао је и друге беле, крзнене предмете, попут зеца, пса, па чак и памучне лоптице.
Страх се може научити доживљавањем или гледањем застрашујуће трауматичне несреће. На пример, ако дете падне у бунар и бори се да изађе, може развити страх од бунара, висине (акрофобија), затворених простора (клаустрофобија) или воде (аквафобија). Постоје студије које се баве подручјима мозга која су погођена у односу на страх. Када се посматрају ова подручја (као што је амигдала), предложено је да особа научи да се плаши без обзира на то да ли је и сама доживела трауму, или је приметила страх код других. У студији коју су комплетирали Андреас Олсон, Катрин И. Ниринг и Елизабет А. Фелпс, амигдала је погођена и када су испитаници приметили да се неко други подвргава аверзивном догађају, знајући да их чека исти третман, и када су субјекти накнадно стављени у ситуацију која изазива страх. Ово сугерише да се страх може развити у оба стања, а не само из личне историје.
На страх утиче културно-историјски контекст. На пример, почетком 20. века многи Американци су се плашили дечије парализе, болести која може довести до парализе. Постоје доследне међукултурне разлике у начину на који људи реагују на страх. Правила приказа утичу на то колико је вероватно да ће људи испољити израз лица страха и других емоција.
Страх од виктимизације је функција уоченог ризика и озбиљности.